# 关于气候变化的科学共识

由不同專業機構製作的全球儀器測量的氣溫紀錄曲線圖，涉及全球變暖進程及升溫程度，尤其是在長期趨勢方面（由1850年起，或是由1880年起，迄今）有極高的相似度。

關於氣候變化的科學共識：在2010-2015年期間進行的氣候科學家意見調查，發現具有越高專業知識的人，共識程度也越高。在2019年所做的調查，共識率達到100%，在2021年所做的調查，共識率超過99%。另一在2021年所做的調查，有98.7%的受訪者認為人類活動是讓地球變暖的主因。

科學界中存在一個明確的關於氣候變化的科學共識（英語：Scientific consensus on climate change）：地球氣候正在變暖中，導致的主因是由人類活動所造成。這項共識由各種研究學者的意見和科學組織發表的立場聲明予以支持，其中許多明確贊同聯合國政府間氣候變化專門委員會（IPCC）綜合報告中的陳述。
幾乎所有積極發表氣候學研究報告的學者都表示人類正持續造成氣候變化之中。審查科學文獻是衡量科學共識的另一種方法。 於2019年所進行的科學論文統合分析，結果是有關氣候變化原因所得到的共識程度達到100%，而於2021年所做的一項研究的結論，有超過99%的科學論文均同意係人類活動而導致氣候變化。一小部分表達無共識的論文通常包含錯誤，或是其研究過程無法複製以供驗證。
如IPCC所指出，導致全球暖化的最大因素是自1750年以來大氣中二氧化碳（CO2）濃度增加，特別是來自燃燒化石燃料、生產水泥和森林砍伐等土地利用變化。:10-11IPCC第五次評估報告 (AR5，2013年) 中指出：
研究人員在大氣和海洋變暖、全球水循環變化、冰雪減少、全球平均海平面上升以及一些極端天氣事件等方面都發現有人類的影響。自第四次評估報告（AR4）發佈以來，顯示人類影響的證據不斷增加。自20世紀中葉以來，人類影響極有可能 (extremely likely，95–100%) 是觀測到暖化的主要原因——AR5第一工作組（WG I）政策制定者摘要:15

人類影響導致全球暖化的證據已得到所有主要工業化國家國家科學院的認可。沒任何具有國家或國際地位的科學機構對IPCC的結論提出異議。

## 共識點
目前科學界的共識點是：
- 自1800年代末期開始，地球氣候顯著變暖。[a]
- 人類活動（主要是溫室氣體排放）是主要歸因。
- 持續排放溫室氣體將增加氣候變化影響的可能性和嚴重程度。
- 人們和國家可單獨或集體採取行動，以緩解全球暖化的速度，同時也為不可避免的氣候變化及其後果做好調適。

目前科學界已對共識進行多項研究。其中引用最多的是2013年發表的一項研究報告，此報告對1990年以來發表，近12,000篇同行評審的氣候科學論文摘要進行研究。其中有4,000篇對近期全球暖化原因表達看法，表達看法中有97%透過明示或暗示，同意全球暖化正在發生，且人為活動是肇因。這種暖化"極有可能（extremely likely）"是由"人類活動，特別是排放溫室氣體進入大氣"所引起。單獨由自然界發生的變化只會產生輕微的降溫效應，而非全球暖化。
這種科學觀點透過國家或國際科學機構發表的系統性回顧以及氣候科學家意見調查來表達。個別科學家、大學和實驗室透過同行評審的出版物表達整體科學觀點，在這些有知名度的報告和調查中所包含的集體協議和相對確定性提供總結。IPCC第五次評估報告（AR5）於2014年發表。論點總結如下：
- "氣候系統變暖跡象明確，自1950年代以來，觀察到的許多變化是幾十年到幾千年來前所未見。"[23]
- "大氣中二氧化碳、甲烷和一氧化二氮的濃度已增加到至少是過去80萬年來未曾有過的水平。"[24]
- 人類明顯對氣候系統造成影響。[25]人類影響極有可能（extremelly likely，95-100%的機率）[26]是1951年至2010年間全球變暖的主要原因。[25]
- "[全球]暖化程度加劇後，造成嚴重的、普及的和不可逆轉影響的可能性升高。”[27]
- "對未來氣候變化作調適的第一步是減少當前氣候變化的脆弱性和暴露。"[28]
- "可透過限制氣候變化的速度和幅度來降低氣候變化影響所產生的整體風險。"[27]
- 如果沒有新的緩解政策，預計全球到2100年的平均氣溫將比第一次工業革命之前的平均氣溫上升3.7至4.8°C（中位數，範圍為2.5至7.8°C之間，包括不確定性）。[29]
- 目前全球溫室氣體的排放軌跡與將全球暖化限制在相對於工業化前水準1.5或2°C之內的目標並不一致。[30]根據各國於墨西哥坎昆舉行的2010年聯合國氣候變化大會所簽訂的《坎昆協議》，各國所承諾的減排能產生的成本效益情景只能在2100年達到可能（likely，66-100% 的機率）升溫到3°C的結果。[31]

大氣中的長效吸熱（稱為輻射強迫）溫室氣體於過去40年中幾乎已增加一倍。

各國和國際的科學院和學會評估當前關於全球暖化的科學觀點，評估的結果大致上與IPCC的結論一致。
一些科學機構已向不同政府提出具體政策建議，顯示科學有提供資訊以為有效應對氣候變化的作用。然而在做政策決策時，需用到價值判斷，科學意見中並未包含這種判斷。
全球沒任何具有國家或國際地位的科學機構對這些要點持反對意見。最後一個放棄異議的此類機構是美國石油地質學家協會，該協會於2007年發表聲明將其秉持的反對立場改為"不置可否"。有一些其他組織，主要是那些專注於地質學的，也抱持不置可否的立場。

## 綜合報告
所謂綜合報告是將一系列獨立研究的的科學文獻予以匯集評估，以達成針對特定主題的廣泛理解，或用以描述相關知識。

### IPCC（2014年）
IPCC第五次評估報告遵循第四次評估報告所採的格式，包括三份工作組報告和一份綜合報告。第一工作組報告 (WG I) 於2013年9月發佈。該份報告中的《政策制定者摘要》指出，氣候系統變暖跡象"明確"，為過去幾十年，甚至長至千年均未曾見過，可觀測到的現象有大氣和海洋變暖、累積冰雪喪失以及海平面上升。主因是經濟和人口成長推動的溫室氣體排放，導致溫室氣體濃度達到至少過去80萬年來前所未有水平的結果，這些與其他人為驅動因素一起"極有可能"（extremely likely，即超過95%的概率）是導致自20世紀中葉以來觀測到的全球暖化的主要原因。
摘要說：
{quote|人類持續排放溫室氣體將導致氣候系統所有組成部分進一步變暖和發生長期變化，增加對人類和生態系統產生嚴重的、普遍的不可逆轉影響的可能性。限制氣候變化需要持續大幅減少溫室氣體排放，再加上調適措施，才有限制氣候變化風險的可能。|sign=|source=}}
英國的《衛報》在對此報告發佈作報導時表示：
最終都歸結於風險管理。我們越努力減少溫室氣體排放，發生極端氣候影響的風險就越低。我們的排放量越高，我們將面臨的氣候變化就越大，這也表示將會發生成本更昂貴的調適措施、更多的物種滅絕、更多的糧食和供水不安全、更多的收入損失與更多的衝突等等。
美國《紐約時報》報導：
歐巴馬總統的科學顧問約翰‧霍爾德倫於華盛頓表示，科學界越來越能確定"除非全球共同採取全面、有力的減排行動，否則氣候變化所造成的危害將會繼續惡化。"
《紐約時報》接著說聯合國秘書長潘基文已宣布預定在2014年召開國家元首會議來制定這樣的條約。《紐約時報》報導說上一次於2009年在哥本哈根舉行的2009年聯合國氣候變化大會，結果紊亂，成效不彰。

### IPCC（2007年）
IPCC於2007年2月先推出即將發佈的第四次評估報告（AR4）的摘要。根據這份摘要，人類行為"非常可能（very likely）"是全球暖化的原因（即有90%或更高的概率）。全球暖化導致過去100年全球平均氣溫上升0.75°C。
AR4指出：
- 氣候系統暖化跡象明確，可由全球平均大氣和海洋溫度升高、累積冰雪大範圍融化以及全球平均海平面上升觀測到。[43]
- 自20世紀中葉以來的全球暖化大部分非常可能（very likely）是人類活動所造成。[44]

- 氣候變化為[人類]社會帶來的好處與成本將因地點和規模的不同而有很大差異。[45]有些對溫帶和極地的影響將為正面，而在其他地方的影響則為負面。[45]整體而言，隨著暖化幅度增強或是加快，淨效應更有可能是強烈的負面影響。[45] Overall, net effects are more likely to be strongly negative with larger or more rapid warming.[45]
- 已發佈的證據顯示氣候變化的淨損害成本有可能（likely）很大，並且會隨著時間的演進而升高。[46]
- 由於氣候變化、相關干擾（如洪水、乾旱、野火、害蟲和海洋酸化）和其他全球變化驅動因素（如土地利用變化、污染、自然系統破碎化、資源過度開發），會在本世紀內超越許多生態系統韌性（英语：Ecological resilience）的承受能力。[47]

《紐約時報》報導，"名列國際氣候科學家網絡的領導者取得結論，全球暖化跡象明確，且人類活動是主要驅動因素，'非常可能（very likely）'是1950年以來全球氣溫上升的主要原因" 。
一位退休的《紐約時報》記者威廉‧史蒂文斯(William K. Stevens) 寫道："IPCC表示，從車輛排氣管和煙囪噴出的二氧化碳等溫室氣體，有90%到99%的機率是導致過去50年觀測到全球變暖的主要原因。用專家的字眼表達 - 這種置信度是'非常可能（very likely）。這是迄今為止的最終定論，看來只有絕少科學特例或能對此門科學提出不同的看法。"
美聯社總結有關海平面上升的狀況：
報告預計海平面到本世紀末將上升7至23英吋。如果最近極地冰蓋發生突然融化，則可能會額外再升高3.9至7.8英吋。

### 美國全球變化研究計畫

由美國全球變化研究計劃製作的第四次全國氣候評估報告 ("NCA4", USGCRP, 2017) 所附的圖表顯示人類活動因素，尤其是大氣中溫室氣體的積累，是導致可觀測到全球變暖的主要原因。

由美國國家海洋暨大氣總署 (NOAA) 領導的13個聯邦機構在美國全球變化研究計畫 (USGCRP) 支持下共同撰寫美國第四次國家氣候評估報告，報告共有兩卷。
氣候科學特別報告：美國第四次國家氣候評估報告第一卷（2017年10月）提供以下摘要：
本評估根據大量證據，獲得的結論是人類活動，特別是溫室氣體排放，極有可能（extremely likely）是自20世紀中葉以來全球觀測到的氣候變暖的主要原因。對上個世紀的全球變暖，目前尚無另外大量觀測證據支持，可提供令人信服的不同解釋。

#### 背景
美國氣候變化科學計劃為一個存於2002年到2009年的政府部門間研究氣候變化協調與整合的計畫。該計畫於2009年6月提出的報告說：
觀測所得，顯示氣候變暖跡象明確。於過去50年所觀測到的全球暖化主要是由於人類排放的溫室氣體所造成。這些排放主要來自燃燒化石燃料（煤炭、石油和天然氣），而森林砍伐、農業和其他活動也有造成相當程度的排放。
這份報告談及美國受到的氣候變化影響，指出：
全球和美國均已觀測到與氣候相關的變化。包括氣溫和水溫升高、霜凍天數減少、暴雨頻率和強度增加、海平面上升以及積雪、冰河、永久凍土和海冰減少。也觀測到湖泊和河流的無冰期更長、生長季節延長以及大氣中的水蒸氣增加。過去30年來的冬季氣溫上升速度比其他季節都要快，中西部和大平原北部的冬季平均氣溫上升超過7°F（3.9°C）。其中一些變化速度比之前評估中預測的要快。

### 北極氣候影響評估
政府間北極理事會和非政府組織國際北極科學委員會於2004年發佈一篇北極氣候影響評估綜合報告：
過去氣候條件所提供的證據顯示大氣中二氧化碳含量的上升與全球氣溫上升有關。人類活動，主要是燃燒化石燃料（煤炭、石油和天然氣），其次是土地開發，已增加大氣中二氧化碳、甲烷和其他吸熱（"溫室"）氣體的濃度。 ……國際科學界的共識是於過去50年觀測到的大部分暖化現象均可歸因於人類活動。

## 政策
在科學文獻中就哪些政策可有效應對氣候變化而進行廣泛的討論。一些科學機構向政府提出具體政策（參閱本篇後面部分）。自然科學和社會科學可在有效應對氣候變化提供資訊方面發揮作用。但於制定政策時需包括價值判斷。例如美國國家科學院評論說：
我們難以直接回答說溫室氣體濃度是否存在"安全"水平的問題，因為就此是需要對世界各地人類福祉和生態系統可接受的風險進行價值判斷，並進一步了解與全球暖化的各種影響相關的風險和成本的定量評估。然而總體上風險會隨著氣候變化速度和幅度的增長而增加。
本篇文章主要關注的是自然科學家的觀點。然而，社會科學家、醫學專家、工程師和哲學家同樣也對氣候變化科學和政策發表過評論。另有幾篇討論到氣候變化政策的文章：氣候變化緩解、氣候變化調適、氣候工程、氣候變化的政治面、氣候變化的倫理面和氣候變化經濟分析。

## 國家級或國際級科學組織的聲明
以下是一份國家級或國際級的科學機構名單，這些機構已發表正式意見聲明，本篇文章根據這些組織對IPCC的觀點是否表達贊同、不置可否或是不同意而分類。美國加利福尼亞州州長辦公室網站列出全球近200個科學組織，它們所持的立場是氣候變化是由人類活動所造成。

### 贊同

#### 科學院（一般科學）
從2001年起，已有34個國家科學院、3個地區科學院以及國際科學院夥伴關係和國際工程技術科學院理事會發表正式聲明，確認是由人類引起全球暖化，並敦促各國減少溫室氣體排放。 於34個國家科學院中，有33個參與簽署聯合聲明，而波蘭科學院於2007年另行發表一份單獨聲明。

#### 國家科學院聯合聲明
- 於2001年IPCC第三次評估報告發表之後，有17個國家科學院發表標題為《氣候變化的科學（The Science of Climate Change）》的聯合聲明，明確認同IPCC代表氣候變化科學共識的立場。該聲明刊登於2001年5月18日出版的《科學》雜誌社論中，[60]參與簽署的有澳大利亞、比利時、巴西、加拿大、加勒比地區、中國、法國、德國、印度、印尼、愛爾蘭、義大利、馬來西亞、紐西蘭、瑞典、土耳其和英國的科學院。[61]
- 2005年，八大工業國組織以及開發中國家三個最大溫室氣體排放國 - 巴西、中國和印度的國家科學院簽署一份關於全球應對氣候變化的聲明，強調目前對氣候變化的科學認識已夠清晰，各國有理由採取迅速行動，並明確同意IPCC的觀點。此十一位簽署者為巴西、加拿大、中國、法國、德國、印度、義大利、日本、俄羅斯、英國和美國的科學院。[62]
- 八國集團同五國（G8+5）國家科學院為籌備第33屆八大工業國領袖會議，於2007年發表一份聲明，引用2005年科學院聯合聲明的立場，並承認最近的研究已證實它們先前的結論。宣言沿用IPCC第四次評估報告（2007年）的看法，指出，"毫無疑問的是氣候正在發生變化，而且非常可能（very likely）主要是由人類對大氣層干擾增加所致。除非採取反制措施，這些變化將會把地球的環境改變。"G8+5簽署者為巴西、加拿大、中國、法國、德國、義大利、印度、日本、墨西哥、俄羅斯、南非、英國和美國的國家科學院。[63]
- 非洲科學院網絡（英语：Network of African Science Academies）為參與籌備第33屆八大工業國高峰會議，於2007年提交一份名為"《永續發展、能源效率和氣候變化聲明（statement on sustainability, energy efficiency, and climate change）》"的聯合聲明：

全球科學界根據現有證據已達成共識，即人類活動是氣候變化的主要根源，而燃燒化石燃料在很大程度上會推動此一變化。IPCC為公眾能理解能源、氣候和永續發展之間的聯繫貢獻良多，值得祝賀。13個簽署者是喀麥隆、迦納、肯亞、馬達加斯加、奈及利亞、塞內加爾、南非、蘇丹、坦尚尼亞、烏干達、尚比亞、辛巴威的科學院，以及非洲科學院。
- G8+5國家科學院為籌備第34屆八大工業國高峰會議於2008年發表聲明，重申2005年科學院聯合聲明的立場，並重申"氣候變化正在發生，人為變暖正在影響許多自然現象和生物系統"。該聲明敦促所有國家"採取適當的經濟和政策措施，加速向低碳經濟轉型，並倡導和影響個人和國家進行行為改變"。 13個參與簽署機構即為發表2007年聯合聲明的國家科學院。[65]
- G8+5國家的國家科學院於2009年12月在哥本哈根舉行《聯合國氣候變化綱要公約（UNFCCC）》談判之前發表聯合聲明，宣布："氣候變化與永續能源供應是人類未來面臨的重大挑戰。世界領導人必須就應對人為氣候變化的負面影響所需的減排達成一致目標"。該聲明引用IPCC第四次評估報告，並斷言"氣候變化的速度比之前估計的還快，而2000年以來全球二氧化碳排放量甚至比最高預測更高，北極海冰融化的速度比預測快得多 ，海平面上升變得更為迅速"。 13位簽署者即為發佈2007年和2008年聯合聲明的國家科學院。[56]

#### 波蘭科學院
並未參與簽署國家科學院聯合聲明的波蘭科學院（Polska Akademia Nauk）於2007年12月發表一份聲明，支持IPCC的觀點，並指出：
波蘭科學界和國家政府有責任以深思熟慮、有組織性和積極的方式參與實現這些理念。
全球暖化、氣候變化議題及其對人類生活和整個社會運作的各種負面影響是現代人類最嚴峻的挑戰之一。

波蘭科學院呼籲國際科學界和各國政府積極支持波蘭參與這項重要工作。

#### 其他國家科學院和學會聲明
- 美國科學促進會（世上最大的綜合科學協會），於2006年通過以下關於氣候變化的官方聲明：[67]

科學證據明確：由人類活動引起的全球氣候變化正在發生中，且對社會構成越來越大的威脅。 ……過去五年來，變化的步伐和危害的證據顯著增加。現在該是著手控制溫室氣體排放的時候了。
- 澳大利亞科學技術協會聯合會（英语：Science & Technology Australia）（FASTS）於2008年發表FASTS關於氣候變化的聲明（FASTS Statement on Climate Change）[68]，指出：

全球氣候變化不但真實且可衡量。 ……面對這些影響，為減少全球淨經濟、環境和社會損失，政策目標必須繼續集中於經由減少排放，讓溫室氣體濃度恢復到接近工業化前的水平。暖化的空間和時間指紋最終可追溯到大氣中溫室氣體濃度的增加，這是燃燒化石燃料、大規模森林砍伐和其他人類活動直接導致的結果。
- 美國國家科學院透過其氣候變化科學委員會於2001年出版一份名為《氣候變化科學：一些關鍵問題的分析（Climate Change Science: An Analysis of Some Key Questions）》的報告。[69]報告明確認可IPCC對近期氣候變化歸因的觀點，認為其代表科學界的看法：[69]

過去幾十年觀測到的變化可能（likely）主要是由於人類活動所造成，但我們不能排除這些變化中的某些重要部分也是自然變異的結果。人類造成的暖化和相關的海平面上升預計將在21世紀中持續。 …… IPCC的結論是過去50年觀測到的大部分暖化可能（likely）是由於溫室氣體濃度的增加而造成，此觀點準確反映科學界目前對這個問題的看法。
- 紐西蘭皇家學會於2001年參與簽署第一份聯合科學院聲明，並於2008年發佈一份單獨聲明，以澄清"關於氣候變化及其原因的爭議，以及公眾可能存有的困惑"：[70]

由於溫室氣體排放量增加，全球正在變暖。測量結果顯示大氣中溫室氣體的濃度遠高於數千年以來的水平。預計全球氣候將進一步變化，隨著時間的演進，其影響代價預計將會變得更為高昂。人類需要大幅減少溫室氣體排放以降低未來氣候變化的影響。
- 英國皇家學會從未改變其參與各國國家科學院聯合發表，有關人類活動導致全球暖化聲明的立場。根據《每日電訊報》報導，"在研究員抱怨對人類造成全球暖化的存疑並未傳達給公眾後，英國最負盛名的科學家小組被迫採取行動"。[71]學會於2010年5月宣布"其目前正在起草一份新的面向公眾的氣候變化文件，以易於取得的形式提供最新的科學狀況報告，同時也處理關鍵組成部分中有關確定性水平的事項。"[72]學會表示距離上次發佈此類文件已經過三年，新文件經過廣泛的辯論和審查過程，[73][74]於2010年9月發佈，總結當前的科學證據並強調這些領域的科學已十分成熟，但仍存有一些爭論，且仍存在很大的不確定性。學會表示"這並不等於說氣候科學本身是錯誤的 - 從來沒有研究員向學會表達過這樣的觀點"。[72]新文件前言中包含這樣的聲明：

有強而有力的證據顯示過去半個世紀地球暖化主要是由人類活動所造成，例如燃燒化石燃料和土地利用變化（包括農業和森林砍伐）。

##### 國際科學院
- 非洲科學院網絡於2007年提交一份名為"《永續發展、能源效率和氣候變化聲明》"的聯合聲明。聲明既定目標是"在2007年6月於德國海利根達姆舉行的八大工業國組織峰會上傳達訊息並促使採取行動"：[75]

全球科學界根據現有證據，現已達成共識，即人類活動是氣候變化的主要根源，而燃燒化石燃料在很大程度上會推動此一變化。
- 歐洲科學與藝術學院（英语：European Academy of Sciences and Arts）於2007年發表一份標題為"讓我們誠實以對（Let's Be Honest）"的關於氣候變化的正式宣言：[76]

人類活動可能（likely）是氣候暖化的原因。過去50年的大部分氣候暖化可能（likely）是由大氣中溫室氣體濃度增加所引起。記錄在案的長期氣候變化包括北極氣溫和冰層的變化、降水量、海洋鹽度、風型和極端天氣（包括乾旱、強降水、熱浪和熱帶氣旋強度）的廣泛變化。上述發展將會對人類的未來產生巨大影響。
- 歐洲科學基金會（英语：European Science Foundation）於2007年發表的立場文件[77]指出：

現在已有令人信服的證據顯示自第一次工業革命以來，導致溫室氣體濃度不斷增加的人類活動已成為氣候變化的主要因素…因此，透過減少溫室氣體來持續緩解氣候變化的工作就非常重要。
- 國際科學院夥伴關係是世界科學和工程學院的代表，[78][79]於2007年發佈標題為《照亮道路：邁向可持續能源的未來（Lighting the Way: Toward a Sustainable Energy Future）》的報告。

目前的能源和能源使用模式已被證明對人類的長期福祉不利。基本自然系統的完整性已受到溫室氣體排放所造成的氣候變化威脅。世人應共同努力提高能源效率，降低世界經濟的排放強度。
- 國際工程技術科學院理事會（CAETS）於2007年發表關於環境與永續成長的聲明：[82]

根據IPCC報告，自20世紀中葉以來觀測到全球暖化的大部分非常可能（very likely）是由於人為排放的溫室氣體所造成，如果目前的人為排放持續，暖化將會有增無減，或更糟的是會不受控制的擴張。因此CAETS贊同最近提出的盡快減少溫室氣體排放呼籲，將其控制在可接受的水平。

#### 物理化學科學
- 美國化學學會[83]
- 美國物理聯合會[84]
- 美國物理學會[85]
- 澳大利亞物理學會（英语：Australian Institute of Physics）[86]
- 歐洲物理學會[87]

#### 地球科學

##### 美國地球物理聯盟
美國地球物理聯盟 (AGU) 於1998年通過一份關於氣候變化和溫室氣體的聲明。該協會於2003年通過一項新聲明，於2007年進行修訂，並於2013年進行再次修訂和擴展，確認溫室氣體水平已上升，且會繼續導致全球地表溫度升高：
人類活動正在改變地球的氣候之中。全球自第一次工業革命以來，大氣中二氧化碳和其他溫室氣體的濃度急劇增加。此一增長由燃燒化石燃料佔主導地位。於過去140年中觀測到的全球平均地表暖化約為0.8°C (1.5°F) ，大部分是由人為的溫室氣體增加所造成。由於自然過程無法從大氣中快速去除這類氣體（尤其是二氧化碳），我們過去、現在和未來的排放量將會影響氣候系統長達數千年。雖然對於哪裡會受到何種特定影響，目前仍存有重要的科學不確定性，但沒任何不確定性可讓氣候變化的影響變得可忽視。此外，可能有令人驚訝的結果，例如北極夏季海冰出乎意料之外迅速消失，而帶來比預期更為劇烈的變化。

##### 美國農學會、美國作物科學學會和美國土壤科學學會
美國農學會 (ASA)、美國作物科學學會 (Crop Science Society of America，CSSA) 和美國土壤科學學會 (Soil Science Society of America，SSSA) 於2011年5月就農業相關的氣候變化發表聯合立場聲明：
全面的科學證據毫無疑問顯示全球氣候變化正在發生之中，威脅著社會以及自然和管理生態系統的穩定。環境溫度的升高和相關過程的變化與大氣中人為溫室氣體濃度的上升有直接關係。
除非將溫室氣體排放大幅遏制，否則濃度將會持續上升，導致氣溫、降水和其他氣候變量的變化，世界各地的農業無疑會受到影響。

氣候變化有增加天氣變率的潛力，並逐漸將全球氣溫升高。這兩種影響都有潛力對世界糧食生產的適應性和韌性產生負面影響。目前的研究顯示氣候變化已經降低本已脆弱的耕作系統生產力。

##### 歐洲地質學家聯盟
歐洲地質學家聯盟（EFG）於2008年發發佈一篇名為《碳捕集與地質封存（Carbon Capture and geological Storage，CCS）》立場文件：
EFG認可IPCC和其他組織的研究結果，並同意有氣候變化這項重要發現，氣候變化主要是由人為排放二氧化碳所引起，對人類文明構成重大威脅。
由於證據明顯，而需要非常努力以快速、有效減少二氧化碳排放。 EFG大力倡導再生和永續能源生產，包括地熱能，以及提高使用能源的效率。

CCS（碳捕集和地質封存）也應被視為一種過渡性技術，促進轉為無碳經濟的境界。

##### 歐洲地球科學聯盟
歐洲地球科學聯盟（EGU）所屬的大氣與氣候科學部於2005年發表立場聲明，支持各科學院關於氣候變化的科學共識聲明。這份立場聲明稱IPCC為"全球科學社群的主要代表"，並斷言IPCC：
得到世界各地主要科學院以及同行評審科學文獻記錄的絕大多數科學研究人員和調查人員的支持，是最先進氣候科學的代表。
此外EGU於2008年發佈關於海洋酸化的立場聲明，其中指出："海洋酸化已經發生，並會持續加劇，與大氣中二氧化碳的增加密切相關。鑑於酸化對海洋生態系統的潛在威脅及其對人類社會和經濟的影響，特別是當它與人為全球暖化同時發生，因此有立即採取行動的需要。"立場聲明接著倡導採取策略"限制未來向大氣排放二氧化碳和/或加強從大氣中移除過量二氧化碳"。EGU又於2018年發表一份聲明，同意IPCC全球升溫1.5ºC特別報告（SR15）中的結論，EGU主席喬納森·班伯指出："EGU同意且支持SR15的調查結果，即遏制人為氣候變化所產生最危險後果的行動極為重要，且刻不容緩，人類的機會之窗會稍縱即逝。”

##### 美國地質學會
美國地質學會（GSA）於2006年通過關於全球氣候變化的立場聲明，並在2010年4月20日將此立場作修正，對二氧化碳減排的必要性提出更明確的敘述：
經歷過數十年的科學研究顯示，自然和人為原因都會導致氣候變化。GSA同意美國國家科學院 (2005年)、國家研究委員會 (2006年) 和IPCC(2007年) 的評估，即全球氣候已經變暖，人類活動（主要是溫室氣體排放）是1900年代中期以來氣候暖化的主要原因。如果目前的趨勢維持下去，預計全球氣溫會繼續上升到二十一世紀末，會對人類和其他物種產生巨大影響。需要同時進行氣候變化調適行動，加上減少人為二氧化碳的排放以應對此種挑戰。

##### 倫敦地質學會
倫敦地質學會於2010年11月發表立場聲明《氣候變化：來自地質紀錄的證據（Climate change: evidence from the geological record）》：
全球人口於上個世紀迅速增長，更加密集使用資源，導致燃燒化石燃料（石油、天然氣和煤炭）、農業活動、水泥生產和森林砍伐，所產生的二氧化碳和甲烷等排放量大幅增加。 地質記錄的證據與物理學一致，顯示在大氣中加入大量二氧化碳會導致世界變暖，並可能導致：海平面上升和低窪海岸遭到洪患、降雨模式發生巨大變化、海洋酸度增加，以及海水中含氧量降低。現在人們普遍擔心氣候將進一步變暖，這不僅是因為系統中已增加碳所產生的影響，而且還因為人口持續增長而進一步增加碳的排放。地球上的生物過去曾經歷過大規模的氣候變化，其中許多都與物種滅絕和大型重新分佈有關聯。當全球人口規模較小且採遊牧的生活方式時，海平面上升幾公尺對智人的影響微乎其微。而當前全球人口不斷增長，其中大部分於沿海城市居住，海平面上升將對這類社會產生巨大影響，特別是當氣候突然發生變化時。同樣的，隨著持續變暖，一些地區的降水量可能會減少，導致乾旱發生。隨著海平面上升及乾旱加劇，可能會形成壓力，迫使人類做大規模遷徙。

##### 國際大地測量學與地球物理學聯合會
國際大地測量學與地球物理學聯合會（IUGG）於2007年7月通過名為《應對氣候變化的迫切性（The Urgency of Addressing Climate Change）》的決議。IUGG於其中同意"IPCC以及區域和國家機構進行的全面且廣泛被接受和認可的科學評估，這些評估根據科學證據，堅實確定人類活動是最近氣候變化的主要影響因素"。IUGG進一步指出，"持續仰賴燃燒化石燃料作為主要能源，會導致大氣中溫室氣體濃度大幅升高，進而造成地表溫度、海平面、海洋碳酸含量大幅增長，繼而強化對環境和社會的影響。

##### 美國全國地球科學教師協會
美國地球科學教師協會(NAGT) 於2009年7月通過一份關於氣候變化的立場聲明，稱"地球氣候正發生變化中"，並且"目前的暖化趨勢主要是人類活動造成的結果"：
NAGT大力支持並會致力於氣候變化、當前全球暖化的原因和影響，以及急需減少溫室氣體排放的政策和行動相關的教育活動。

##### 美國氣象學會
美國氣象學會 (AMS) 理事會於2012年通過的聲明中的結論為：
有明確的證據顯示地球的低層大氣、海洋和陸地表面正在變暖、海平面正在上升以及積雪、山地冰河和北極海冰正在縮減。導致從1950年代以來的氣候暖化主要原因是人類活動。這項科學發現是根據大量且有說服力的研究。觀測到的暖化現象在未來許多年均為不可逆轉，而隨著溫室氣體在大氣中持續積累，甚至會出現更大幅度的氣溫升高。避免未來的暖化需要大幅度且迅速地減少溫室氣體排放。持續暖化將會增加21世紀及以後人類社會、經濟、生態系統和野生動物面臨的風險和壓力，因此人類社會必須對氣候變化採取應對措施。為能對調適和緩解決策提供信息，我們必須透過不斷改進的監測和研究來提高對全球氣候系統的了解，以及預測未來氣候的能力。對於較小的（季節性和區域性）尺度、天氣和氣候極端事件以及重要的水文氣候變數（例如降水和可用水量）尤需要如此。於不久的將來在技術、經濟和政策所做的選項將決定未來氣候變化影響程度。基於科學的決策很少是在絕對確定的情況下所做。國家和國際政策討論中應將調適和減緩氣候變化的最佳方法列入考慮。緩解措施可減少未來氣候變化的程度以及潛在的巨大風險。同時某些持續的氣候變化將不可避免，因此需制定調適政策。在考慮到人類與能維持人類生命的地球之間的關係，極端謹慎是必要準則。
於2016年所做的一項調查發現三分之二的AMS成員認為全部或大部分氣候變化是由人類活動所引起。

##### 澳大利亞氣象與海洋學會
澳大利亞氣象與海洋學會於2021年發佈一份關於氣候變化的聲明（Statement on Climate Change），其結論：
全球氣候變化和暖化是真實且可觀測到的……那些由人類活動導致大氣中溫室氣體濃度的增加，非常可能（very likely）是造成自1950年以來觀測到暖化的主要原因。這種暖化現象稱為溫室效應。自第一次工業革命起，大氣中二氧化碳的濃度已增加30%以上，目前的濃度比至少過去65萬年來的任何時期都要高。這種增長是燃燒化石燃料、大規模砍伐森林和其他人類活動直接導致。

##### 加拿大氣候與大氣科學基金會
加拿大氣候與大氣科學基金會（CFCAS）於2005年11月致函當時的加拿大總理保羅·馬丁，指出：
我們同意IPCC於2001年發佈的氣候變化評估…我們同意這份評估中的結論，即"有新的、更有力的證據顯示過去50年觀測到的大部分暖化現像是由於人類活動所致"。 ……越來越明確的證據顯示加拿大和世界各地的氣候正在變化。氣候變化將對加拿大的自然生態系統和社會經濟活動產生越來越大的影響。自這份評估報告發佈以來，由於氣候科學的進展，提供更多證據，支持採取行動和制定調適變化策略的必要性。

##### 加拿大氣象與海洋學會
加拿大氣象和海洋學會於2009年11月致加拿大國會的一封信中指出：
嚴格的國際研究，同時包括加拿大政府進行和支持的工作顯示人類活動產生的溫室氣體導致大氣和海洋變暖，並對我們社會的健康和安全產生嚴重風險，同時也對所有國人的生命產生影響。

##### 英國皇家氣象學會
IPCC第四次評估報告發佈之後，英國皇家氣象學會於2007年2月對其發表認可。除稱IPCC為"世界上最好的氣候科學家組合"之外，還表示氣候變化是"第一次工業革命以來溫室氣體排放的結果，人類現已啟動未來50年的全球暖化 - 我們現在的作為將會決定將來氣候變化將惡化到何種程度。"

##### 世界氣象組織
世界氣象組織 (WMO) 於2006年11月15日向UNFCCC第十二屆締約方會議發表的聲明中，確認有必要"防止對氣候系統產生危險的人為干擾"。WMO認同"科學評估越來越多證實人類活動確實正在改變大氣的成分，特別是於生產和運輸時利用燃燒化石燃料來達成"。 WMO認同"在過去42萬年裡大氣中的二氧化碳濃度從未高過當前的"，且IPCC"提供的評估是最具權威、最新的科學建議"。

##### 美國第四紀協會
美國第四紀協會（AMQUA）表示：
現在幾乎沒具公信力的科學家會懷疑是人類導致第一次工業革命以來全球氣溫上升的觀點。第一份由美國政府主導的氣候變化科學計畫綜合和評估報告支持透過越來越多的證據顯示大氣變暖，特別是在過去50年中發生的，為直接受到人類活動影響的結果。

##### 國際第四紀研究聯盟
國際第四紀研究聯盟（INQUA）發表的氣候變化聲明重申IPCC的結論，並敦促各國根據UNFCCC原則迅速採取行動：
人類活動現在導致大氣中溫室氣體的濃度（包括二氧化碳、甲烷、對流層臭氧和一氧化二氮）遠高於工業化前的水平……溫室氣體的增加導致氣溫上升……氣候變化的科學面現在已足夠清楚，各國有理由採取迅速行動……最大限度地減少進入大氣的二氧化碳量是項巨大挑戰，但必須作為全球優先事項。

##### 生物學與生命科學
將氣候變化對野生動物造成的危害作概述的生命科學組織有：
- 美國野生動物獸醫學會（American Association of Wildlife Veterinarians）[110]
- 美國生物科學研究所（英语：American Institute of Biological Sciences）（AIBS）。 美國18個科學學會和組織的領導人於2009年10月向美國參議院發出公開信，重申氣候變化正在發生，且主要是由人類活動造成的科學共識。AIBS採納這封信作為其官方立場聲明。[111][112]這封信還為預計對美國造成的影響提出警告，例如海平面上升和極端天氣事件增加、水資源短缺、熱浪、野火和生物系統的干擾。並主張大幅減少溫室氣體排放。[113]
- 美國微生物學會[114]
- 澳大利亞珊瑚礁協會（Australian Coral Reef Society）[115]
- 英國生物研究所（英语：Institute of Biology）[116]
- 美國林業人員協會（英语：Society of American Foresters）發表兩份有關氣候變化的立場聲明，其中引用IPCC[117]和UNFCCC相關文字。[118]
- 野生動物協會（英语：The Wildlife Society）[119]

##### 人體健康
許多衛生組織就氣候變化對人類健康的影響發出警告：
- 美國兒科學會[120]
- 美國預防醫學院（英语：American College of Preventive Medicine）[121]
- 美國醫學會[122]
- 美國公共衛生協會（英语：American Public Health Association）[123]
- 澳大利亞醫學會（英语：Australian Medical Association）分別於2004年[124]和2008年[125]發佈警告
- 世界公共衛生協會聯合會（World Federation of Public Health Associations）[126]
- 世界衛生組織（WHO）[127]

現在人們普遍同意由於人類活動排放溫室氣體，地球正在變暖。同樣明顯的是當前能源使用、經濟發展和人口成長的趨勢將導致持續且更為嚴重的氣候變化。
氣候變化會無可避免地影響維持健康的基本要求：乾淨的空氣和水、充足的食物和適當的住所。每年約有80萬人由於城市空氣污染而喪生，180萬人由於缺乏清潔水供應、環境衛生和不良衛生習慣導致的腹瀉而喪生，350萬人因營養不良而死亡，約有6萬人由於自然災害而喪生。氣候變暖和多變性會導致某些空氣污染物的濃度升高，不潔淨的水和受污染的食物會增加疾病傳播，損害一些最不發達國家的農業生產，並增加極端天氣的危害。

##### 原子科學家公報與"末日之鐘"
阿爾伯特·愛因斯坦和其他製造出用於廣島與長崎原子彈爆炸原子彈的科學家於1945年創立《原子科學家公報》，並創造"末日之鐘"。此末日之鐘的目標是傳達針對人類和地球的威脅，並提高公眾意識以尋求解決方案。末日之鐘一開始是關注核戰爭的危險，但到21世紀後則開始針對氣候變化和互聯網上的虛假資訊等其他問題。
公報組織於2020年1月23日將末日之鐘移至午夜前100秒，剩餘的時間比以往任何時候都更接近午夜。組織解釋這樣做的原因有三個：
- 核戰爭的危險日益增加、
- 氣候變化帶來的危險日益增加，以及
- 網路上有關前述第1點和第2點，以及其他"顛覆性技術"的虛假資訊帶來的危險越來越大。

該組織讚揚年輕人的氣候運動（參見氣候大罷課），並呼籲公民和政府採取行動，對氣候變化採取更大規模的行動。
其他一些國家級科學協會也贊同IPCC的意見：
- 美國天文學會[129]
- 美國統計協會[130]
- {{le|加拿大專業工程師委員會|Canadian Council of Professional Engineers}[131]
- 澳大利亞工程師學會（英语：Engineers Australia）[132]
- 國際五大湖研究協會（International Association for Great Lakes Research）[133]
- 紐西蘭專業工程師協會（英语：Engineering New Zealand Te Ao Rangahau）[134]
- 世界工程組織聯合會 (WFEO)

### 不置可否

#### 美國石油地質學家協會
美國石油地質學家協會 (AAPG) （截至2007年6月）關於氣候變化的立場聲明指出：
AAPG成員根據人為二氧化碳對近期和潛在的全球氣溫升高的影響程度存在分歧看法。根據電腦模型NAS、AGU、AAAS和AMS的模擬結果，某些氣候模型預測暖化趨勢將持續下去。 AAPG尊重這些科學觀點，但要補充一點，目前的氣候變暖預測可能落在過去氣候和觀測到的溫度數據中充分的自然變化範圍之內。這些數據不一定可用於支持某些模型中的最大情景預測。
根據美國第四紀協會理事會發表的聲明，在前述AAPG聲明通過之前，AAPG是唯一拒絕接受人類對近期氣候有重大影響的主要科學組織。AAPG總裁Lee Billingsly在2007年3月寫道：
AAPG成員們威脅說，如果協會不改變其在全球氣候變化問題上的立場，他們將不再於到期時更新會員身份…而且我聽說由於我們預定現在採取的全球氣候變化立場的前幾年已有成員退出… ……我們目前的政策聲明並未得到我們相當數目的會員和潛在會員的支持。
AAPG主席約翰·洛倫茨 (John Lorenz) 於2010年1月宣布"取消"AAPG全球氣候變化委員會。AAPG執行委員會決議：
氣候變化於本協會涵蓋的科學領域而言，充其量居於次要地位……AAPG在此領域並不擅長……作為一個團體，我們對全球大氣地球物理學並無特殊了解。

#### 美國專業地質學家協會（AIPG）
AIPG關於環境的官方立場聲明指出"燃燒化石燃料會產生包括二氧化碳和甲烷等溫室氣體。有些人認為能源系統中大量使用化石燃料會產生溫室氣體排放，是導致全球氣候變化與環境問題的根源"。
AIPG執行董事於2010年3月就會員內部對氣候變化的意見兩極分化發表聲明，宣布AIPG執行委員會決定停止在AIPG經營的新聞期刊《專業地質學家（The Professional Geologist）》上發表有關氣候變化的文章和觀點。

### 反對科學共識
自2007年美國石油地質學家協會發布修訂聲明以來，已不再有任何國家級或國際級科學機構拒絕接受人類對氣候變化影響的發現。

## 科學家與科學文獻調查
目前已進行過各種調查來評估關於全球暖化的科學觀點，獲得的結論是幾乎所有氣候科學家都支持人為活動導致氣候變化的觀點。
地質學家和科學史學者內奧米·奧雷斯克斯於2004年總結其有關氣候變化的科學文獻研究。她針對1993年至2003年間所參考科學期刊的928篇論文的摘要，所得結論是對於人為行動導致氣候變化的現實，科學界已達成共識。
奧雷斯克斯將摘要分成六類：對共識立場明確認可、評估影響、提出緩解建議、檢測與評估方法、古氣候學分析和拒絕接受共識立場。 有75%的摘要屬於前三類（採明確或隱喻方式接受共識觀點）、25%涉及方法或古氣候，因而對當前的人為氣候變化不持立場，而其中沒有一篇採拒絕接受共識的立場，作者認為這情況"非常特殊"。奧雷斯克斯的報告稱，"這些進行評估影響、開發研究方法或研究古氣候變化的研究人員可能認為當前的氣候變化是自然發生，但其研究報告中都沒就此做爭論。"
美國市場研究與分析公司哈里斯民意調查公司受統計評估服務公司所託於2007年針對489名氣候學家或地質學家進行隨機抽樣調查。 97%的受訪者一致認為過去100年來全球氣溫確有上升、84%的人表示他們個人相信人類引起的暖化正在發生、74%的人同意"經由目前可用的科學證據"證實其已發生、41%的人認為於50-100年內可能（likely）會出現災難性影響、44%的人認為影響溫和、約13%的人認為危險相對較小，而有5%表示他們認為人類活動不會導致氣候變暖。
Dennis Bray與Hans von Storch兩位教授於2008年8月對來自34個國家，共2,058名氣候科學家進行一項調查。為每為受訪者提供一個具有特別辨識的網絡鏈接，以避免重複回答，一共收到373份回覆，整體回覆率為18.2%。迄2010年2月，基於這項調查的氣候變化共識論文尚未發佈，但基於這項調查的結果已有一篇涵蓋另一個主題的論文發表。
這次的調查包含有76個問題，分為幾個部分。其中包括受訪者的人口統計數據、他們對氣候科學狀況的評估、認為氣候科學完善到何種程度、氣候變化的影響、調適與緩解措施、他們對IPCC的看法以及氣候科學向公眾傳播的有效程度。大多數答案的評分範圍為1到7，各別代表"完全不"到"非常"。
對於"您對現在發生氣候變化（無論是自然的還是人為的）相信的程度？"，67.1%的人表示非常同意，26.7%的人表示在很大程度上同意，6.2%的人表示在某種程度上同意（2-4），沒有人表示他們完全不同意。對於"您對最近或不久的將來的大部分氣候變化是，或將是人為造成的結果相信的程度？"34.6%表示非常同意，48.9%表示在很大程度上同意，15.1%表示稍微同意，1.35%表示完全不同意。
伊利諾大學芝加哥分校的彼得·杜蘭教授與Maggie Kendall Zimmerman進行的一項調查，由10,257名接受調查的地球科學家中收到3,146名的回應。回答部分按回覆者全體與依據回覆者專業別進行分析。 於79名氣候學家中，有76名"將氣候科學列為自己的專業領域，且最近發表的，有超過50%是有關氣候變化主題的同行評審論文"，他們認為全球平均氣溫與1800年代之前相比，已經上升。77人中有75人認為人類活動是改變全球平均氣溫的重要因素。在所有回覆者中，90%的人認為與1800年之前的水平相比，氣溫有所上升，82%的人認為人類對全球氣溫有顯著影響。經濟地質學專業和氣象學專業者是其中兩大懷疑論者，他們之中分別有47%和64%的人相信是由人類活動導致全球變暖。兩位研究者的總結為：
對於那些了解長期氣候過程細微之處和科學基礎的人而言，關於全球暖化的真實性和人類活動所發揮的作用，基本上並不存有爭論。
一篇發表於2010年美國國家科學院院刊 (PNAS) 的論文，審查1,372名氣候研究人員發表的報告和引用數據，得到兩個結論：
(i) 最積極發表論文的氣候研究人員中有97–98%支持IPCC概述的ACC（人為氣候變化，Anthropogenic Climate Change）原則，以及 (ii) 不相信ACC的研究者中，其具有的氣候專業知識和科學地位相對上遠低於相信ACC的研究者。
一篇於2013年在《環境研究快報》（同行評審的季刊）發表的論文，審查11,944篇與"全球暖化"或"全球氣候變化"相符的科學論文摘要，發現有4,014篇討論最近全球暖化的原因，其中"97.1%具有人類正在導致全球暖化的共識"。這篇論文在2016年受到理查德·托爾教授的批評，但同卷中的一篇姊妹篇論文對此進行強力辯護。
一項由研究人員PHIL PLAIT於2012年針對對1991年至2012年期間已發表的全球暖化與氣候變化研究的分析發現，同行評審期刊中的13,950篇文章中，只有24篇拒絕接受人為全球暖化的觀點。PHIL PLAIT後續有針對2012年11月至2013年12月期間，由9,136位研究人員發表的2,258篇同行評審的氣候文章進行分析，顯示9,136位作者中只有一位拒絕接受人為全球變暖的觀點。PHIL PLAIT於2015年發表關於這個主題的論文涵蓋2013年和2014年期間69,406位研究人員所發表的24,210篇文章，發現只有4位作者的5篇文章拒絕接受人為全球暖化的說法。有超過99.99%的氣候科學家在其同行評審的研究中並未拒絕接受人為全球變暖的觀點。
詹姆斯·勞倫斯·鮑威爾在2017年發表的報告中稱，對1991年至2015年期間發表的同行評審文獻（包括前述中的幾項）進行的五次調查，於總計54,195篇文章中，平均共識率為99.94%。他於2019年11月對2019年前7個月發表的11,600多篇同行評審文章進行調查，顯示共識達到100%。
於2021年進行的一項調查發現從2012年以來發表的88,125篇與氣候相關的同行評審研究中，隨機選出的3,000篇論文，只有4篇對人為氣候變化持懷疑態度。
於2021年對2,780名地球科學家，根據其專業進行的調查顯示，91%至100%的人認為人類活動正在導致氣候變化。在氣候科學家中，98.7％的人同意，如果僅計算具有高度專業水平的氣候科學家（已發表20篇論文以上），這一數字就會增長到100％。

## 科學共識的存在問題
大眾討論中經常出現的一個問題是，對於氣候變化是否存在科學共識。一些科學組織在其聲明中明確使用"共識"的字眼：
- 美國科學促進會（2006年）："本聲明中的結論反映出，例如IPCC和各國國家科學院聯合聲明等所代表的科學"共識"。"[67]
- 美國國家科學院："根據大多數氣候科學家的判斷，近幾十年來地球變暖主要是由於人類活動增加大氣中溫室氣體的含量所造成。......關於氣候變化，[美國國家科學院]評估科學上的"共識"發現…"[161]
- 各國國家科學院聯合聲明（2005年）："我們承認IPCC提出的國際科學"共識"。"[162]
- 各國國家科學院聯合聲明（2001年）："IPCC的工作代表國際科學界在氣候變化科學方面的"共識"。我們認為IPCC是世界上關於氣候變化影響資訊及原因最可靠的來源。我們贊同其達成此一"共識"的方法。"[61]
- 美國氣象學會（2003年）："科學的本質是科學家之間很少能達成意見完全一致。個別的科學陳述和論文（其中一些的有效性尚未得到充分評估）可在政策辯論中受到利用，而給人留下科學界存在嚴重分歧的印象，而實際上是存在強烈的科學"共識"……IPCC評估報告由代表廣泛領域，具有與問題相關的專業知識和觀點的大型國際專家群每隔大約五年編寫一次。報告力求反映對整個同行審查研究結果的"共識"評估…它們提供對已知和未知內容、共識程度以及一些表明對各種陳述和結論的置信度。"[163]
- 非洲科學院網絡："根據現有證據，全球科學界現已達成"共識"，即人類活動是氣候變化的主要根源，而燃燒化石燃料在很大程度上會推動此一變化。”[64]
- 國際第四紀研究聯盟（2008年）："本聯盟認可IPCC的國際科學"共識"。"[109]
- 澳大利亞珊瑚礁協會，[164]（2006年）："專家幾乎完全一致認為由於溫室氣體的積累，地球氣候正在改變…廣泛的科學"共識"認為珊瑚礁受到以下因素的嚴重影響：人類活動，以及全球變暖等重大影響會讓珊瑚礁變得更加脆弱…"[165]

## 外部連結
- Cook, John; van der Linden, Sander; Maibach, Edward; Lewandowsky, Stephan.  (PDF). March 2018. （原始内容存档 (PDF)于17 August 2021）.